# جان لاوت
جان لاوت (انگلیسی: Jon Lovett؛ زادهٔ ۱۷ اوت ۱۹۸۲ (age 36)) سخنرانی‌نویس، فیلم‌نامه‌نویس، تهیه‌کننده تلویزیونی، کمدین، و پادکست‌ساز اهل ایالات متحده آمریکا است. وی از سال ۲۰۰۴ میلادی تاکنون مشغول فعالیت بوده‌است.